# Carolyn Cassady
Carolyn Cassady, geb. Robinson (* 28. April 1923 in Nashville, Tennessee; † 20. September 2013 in Tuscaloosa, Alabama) war eine US-amerikanische Schriftstellerin, Malerin und Muse der Beat Generation.

## Leben
1946 lernte sie in Denver Neal Cassady kennen, mit dem sie von 1948 bis 1963 verheiratet war. Das Paar hatte drei gemeinsame Kinder. Während dieser Ehe kam es zu einer mehrjährigen Dreiecksbeziehung mit Jack Kerouac, die 1980 unter dem Titel Heart Beat verfilmt wurde. Sie war zudem Vorbild für die Protagonistin „Camille“ in Kerouacs Roman On the Road.
1983 zog Cassady nach London. Ihre Memoiren erschienen 1990 unter dem Titel Off the Road. Twenty years with Cassady, Kerouac and Ginsberg.

## Schriften
- Heart Beat. My Life with Jack and Neal, 1976
- Off the Road. Twenty years with Cassady, Kerouac and Ginsberg, 1990